# Филлипс-Мур, Барри
Барри Филлипс-Мур (англ. Barry Phillips-Moore; 9 июля 1937, Аделаида, Южная Австралия, Австралия — 29 июня 2023, там же) — австралийский теннисист и теннисный тренер, двукратный полуфиналист чемпионата Австралии по теннису в одиночном разряде (1961, 1968), многократный четвертьфиналист турниров Большого шлема в мужском и смешанном парных разрядах.

## Биография
Барри Филлипс-Мур родился 9 июля 1937 года в Аделаиде (штат Южная Австралия). В 1950-х годах принимал участие в юниорских теннисных турнирах, был одним из ведущих юниоров страны, в 1956 году был вторым по рейтингу среди юниоров Австралии.
В 1956—1977 годах Филлипс-Мур по крайней мере 18 раз выступал на чемпионате Австралии по теннису. Его лучшими результатами в одиночном разряде были выходы в полуфинал в 1961 и 1968 годах (в первом случае он уступил Роду Лейверу со счётом 2-6, 2-6, 4-6, а во втором — Биллу Боури со счётом 8-10, 4-6, 5-7). В мужском парном разряде Филлипс-Мур восемь раз доходил до четвертьфинала чемпионата Австралии (в 1956, 1957, 1963, 1964, 1968, 1970, 1971 и 1974 годах), но ему ни разу не удалось пробиться в полуфинал. В смешанном парном разряде он четыре раза играл в четвертьфинале (в 1957, 1961, 1963 и 1968 годах), и ему тоже ни разу не удавалось добраться до полуфинала.
В 1960—1978 годах Филлипс-Мур по крайней мере 14 раз выступал на чемпионате Франции по теннису. Его лучшими достижениями в одиночном разряде были выходы в 4-й круг в 1961, 1962 и 1972 годах (в 1961 году он уступил Рою Эмерсону, в 1962 году — Нилу Фрейзеру, а в 1972 году — Яну Кодешу). Лучшим результатом Филлипса-Мура в мужском парном разряде был выход в четвертьфинал в 1972 году, а в смешанном парном разряде он лишь один раз вышел во 2-й круг (в 1968 году).
В 1959—1976 годах Филлипс-Мур 14 раз выступал на Уимблдонском турнире. Его лучшим результатом в одиночном разряде был выход в 1972 году в 3-й круг, в котором он в трёх сетах уступил теннисисту из Румынии Иону Цириаку со счётом 6-8, 1-6, 2-6. Лучшими результатами в мужском парном разряде также были выходы в 3-й круг, в 1961 и 1971 годах. В 1961 году Филлипс-Мур и Нил Гибсон проиграли своим соотечественникам Роду Лейверу и Бобу Марку, а в 1971 году Филлипс-Мур и Иэн Флетчер уступили американцу Кларку Гребнеру и бразильцу Томасу Коху. Лучший результат на Уимблдонском турнире в смешанном парном разряде был показан в 1971 году, когда Филлипс-Мур, выступая в паре со своей женой Энн, дошёл до 2-го круга.
В чемпионате США по теннису Филлипс-Мур принимал участие пять раз, в 1972—1976 годах. Лишь дважды, в 1973 и 1976 годах, он выходил во 2-й круг в одиночном разряде, а в мужском парном разряде его лучшим результатом был выход в 3-й круг в 1974 году.
В 1956—1973 годах Филлипс-Мур многократно входил в списки десяти лучших теннисистов Австралии, его самой высокой позицией было 3-е место в сезонах 1967/1968 и 1970/1971 годов. По некоторым данным, в 1968 году он был на 20-м месте в мировой классификации. В «открытую эру», на которую пришёлся конец игровой теннисной карьеры Филлипса-Мура, его лучшая позиция в мировом одиночном рейтинге была 60-й (2 марта 1974 года), а в парном рейтинге — 139-й (1 марта 1976 года).
Имя Филлипса-Мура также связывают со специальным дизайном расположения струн теннисной ракетки — так называемой «системой спагетти» с использованием двойных струн, позволявшей придавать мячу большее вращение. Дизайн был разработан немцем Вернером Фишером, а Филлипс-Мур пользовался такой ракеткой на Открытом чемпионате Франции 1977 года. В том же году Международная федерация тенниса ввела запрет на использование подобных ракеток.
После окончания игровой карьеры Филлипс-Мур работал теннисным тренером. Среди его учеников были такие теннисисты, как Пол Макнами, Питер Макнамара, Гарольд Соломон и Эдди Диббс. В течение некоторого времени Филлипс-Мур тренировал своего земляка из Аделаиды Марка Вудфорда. Он также был владельцем магазина теннисных товаров в Аделаиде.
13 января 2011 года имя Барри Филлипса-Мура было включено в список Клуба теннисных легенд Южной Австралии (англ. SA Legends Club). Он скончался 29 июня 2023 года в Аделаиде.

## Выступления на турнирах

### Некоторые финалы

#### Одиночный разряд
| Результат | №  | Год            | Турнир          | Покрытие | Соперник       | Счёт                    |
| Победа    | 1. | 4 февраля 1968 | Окленд          | трава    | Онни Парун     | 6-3, 6-8, 1-6, 6-3, 6-2 |
| Победа    | 2. | 20 июля 1969   | Монтана-Вермала |          | Штепан Куделка | 6-1, 6-2, 7-5           |
| Поражение | 1. | 28 июля 1974   | Хилверсюм       | грунт    | Гильермо Вилас | 4-6, 2-6, 6-1, 3-6      |

#### Парный разряд
| Результат | №  | Год            | Турнир   | Покрытие | Партнёр      | Соперники                | Счёт     |
| Победа    | 1. | 3 февраля 1975 | Литл-Рок | ковёр    | Марсело Лара | Джефф Остин Чарльз Оуэнс | 6-4, 6-3 |